# 陳嘉賓
陳嘉賓（1551年—？），字天民，河南汝寧府光州商城縣人，民籍，明朝政治人物。

## 生平
隆庆四年（1567年）庚午科河南鄉試第二名，萬曆二年（1574年）甲戌科會試第二百二十名，登二甲第三十八名進士。授南直隶庐州府无为州知州，

## 家族
曾祖陳伯友；祖父陳滿；父陳意。母周氏；繼母宋氏。慈侍下。兄嘉猷、嘉会。子陳繼鉉，號嵩岳，萬曆三十七年己酉科河南鄉試解元，著有《月波楼集》。